# Castelraimondo
Castelraimondo (Castrimónno o Castrimunnu in dialetto locale) è un comune italiano di 4 310 abitanti della provincia di Macerata nelle Marche.
I suoi colori sono il bianco e l'azzurro. Sullo stemma cittadino è raffigurato il Cassero, torre di avvistamento avanzata alta 38,3 metri, innalzata presumibilmente fra il 1311 e 1318, e facente parte del sistema dell'Intagliata, ovvero una linea di torri, fossati e muraglioni fatti edificare dalla signoria dei Da Varano a difesa della città di Camerino, per un tratto di 12 km da Pioraco a Torre Beregna, durante le guerre con i vicini comuni di Matelica e San Severino Marche.
Il borgo festeggia ogni anno il Corpus Domini con una tradizionale infiorata che si svolge nella notte fra il sabato e la domenica, durante la quale le associazioni del paese (AVIS, AIDO, ADMO ed altre) compongono tappeti fioriti raffiguranti scene o messaggi cristiani lungo tutto il corso cittadino, che vengono poi disfatti nella prima mattinata del lunedì successivo.

## Geografia fisica

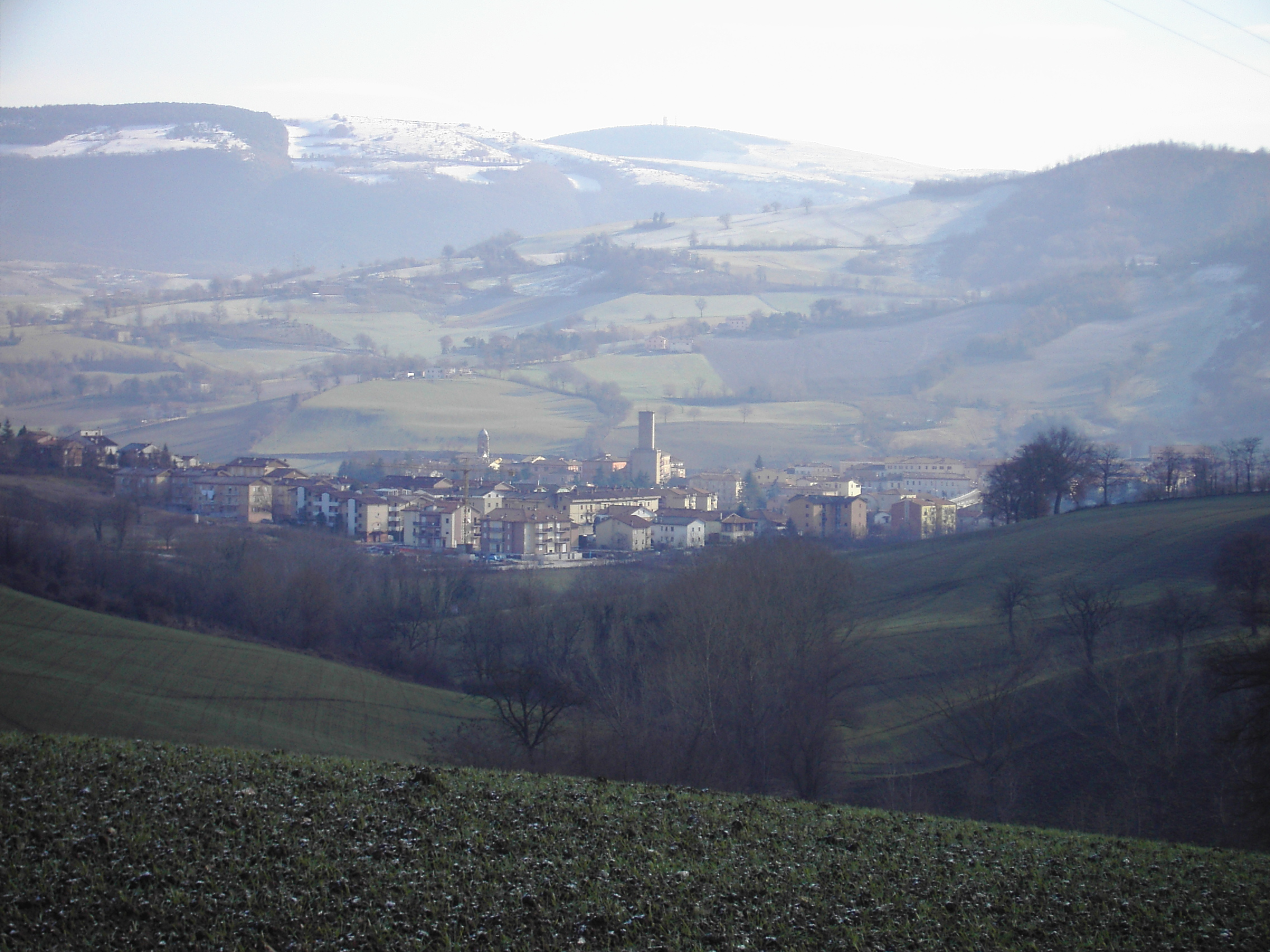
Vista del paese dalla frazione di Rustano

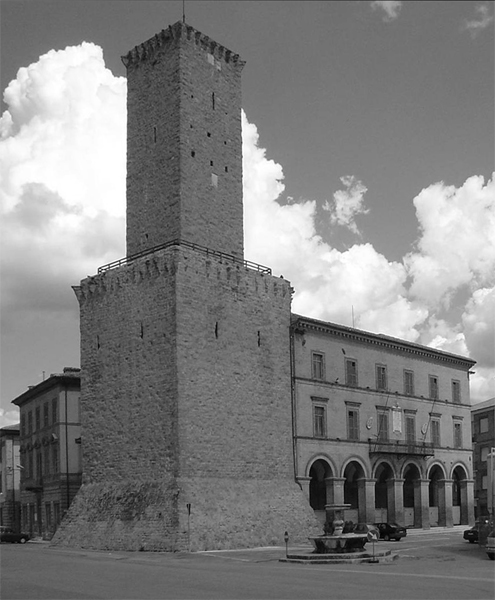
Il Cassero

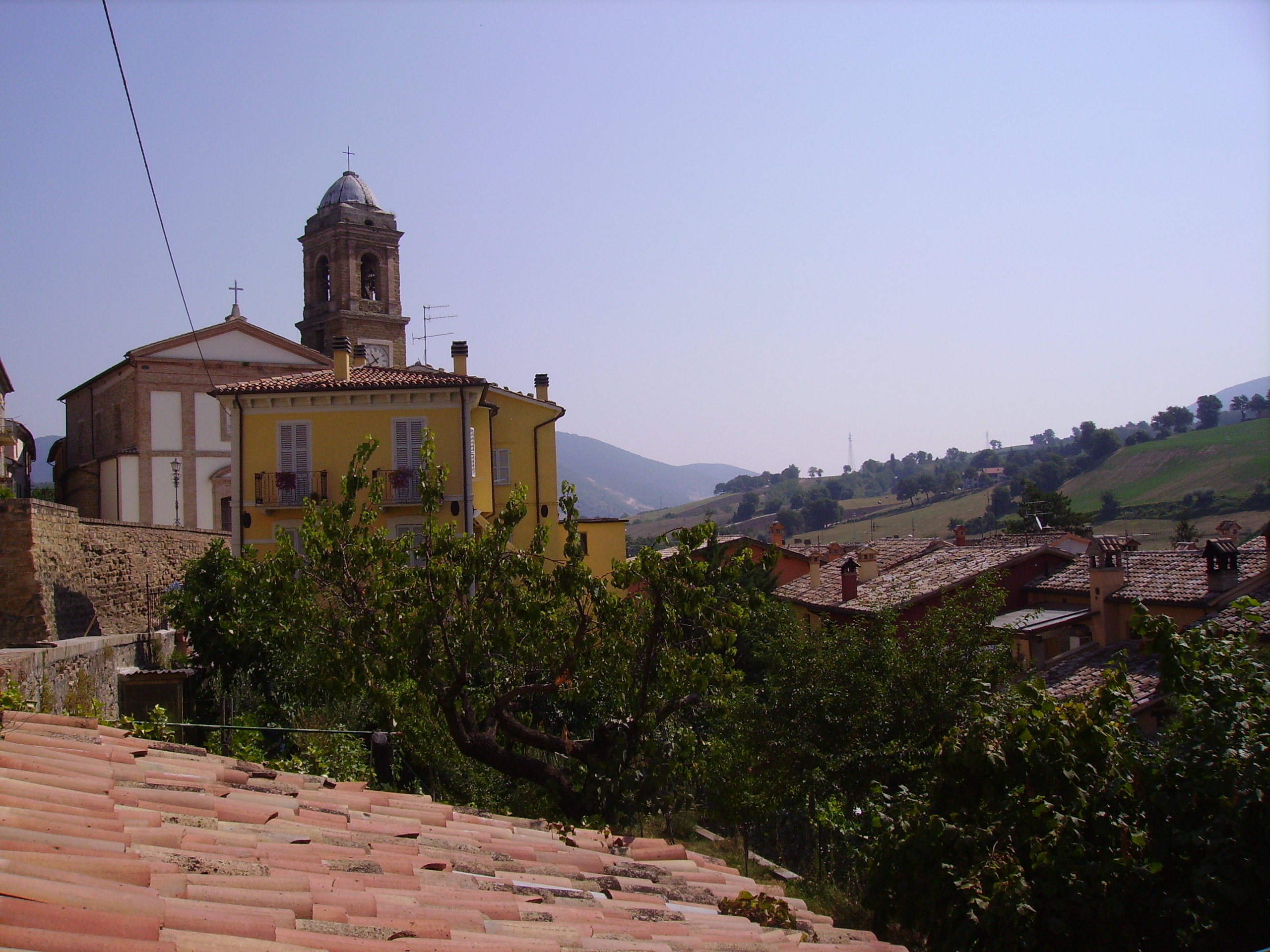
Chiesa di San Biagio e tetti del vecchio borgo

La cittadina di Castelraimondo è situata nel subappennino marchigiano, a 307 m s.l.m., sul versante sinistro dell'Alta Valle del Potenza e quasi a conclusione della stessa; si distende con pianta regolare in una conca naturale circondata da un paesaggio collinare screziato di tutte le sfumature del verde, poiché rivestito da vaste formazioni boschive, distese di seminativi che si fanno dorate in estate, nonché da vigneti e oliveti disposti in modo regolare sulle pendici dei colli. L'ambiente naturale in cui la cittadina si estende è dunque gradevole, costituito da una serie di rilievi collinari che terminano con la quinta montana preappenninica formata da Monte Primo, Monte Gemmo e Monte di Crispiero. Il territorio totale del comune risulta estendersi quindi su una superficie di 44,92 km², compresa tra i 268 e i 1.238 m s.l.m., con una densità abitativa di 101,20 ab./km².

## Monumenti e luoghi di interesse
- Chiesa di San Biagio
- Il Cassero - Torre merlata resto dell'antico castello del XIV secolo cinto da fossato e con bastioni[7]
- Palazzo Comunale
- Museo Nazionale del Costume Folcloristico - i cui materiali esposti provengono dall'intero territorio nazionale.[7]
- Chiesa di Santa Maria Assunta a Castel Santa Maria, al cui interno si trova una tela firmata da Paolo Marini.[8]
- Castello di Lanciano

## Società
I castelraimondesi, con un elevato indice di vecchiaia e la quasi parità numerica fra individui di sesso maschile e femminile, risiedono perlopiù nel capoluogo comunale; il resto della comunità è distribuito nelle località di Castel Santa Maria, Crispiero, Rustano, e nei piccolissimi aggregati urbani di Brondoleto e Castel Sant'Angelo, con una densità abitativa di circa 101,20 ab./km². Il numero di residenti non italiani si aggira intorno a 650.
Abitanti censiti

## Infrastrutture e trasporti

### Strade
Presso Castelraimondo si incrociano due strade statali, la n.361 "Septempedana" (che si snoda tra Osimo e i rilievi appenninici passando per Macerata) e la n.256 "Muccese" (breve arteria turistica che corre tra i rilievi appenninici collegando le statali n.76 della Val d'Esino e n.77 della Val di Chienti).

### Ferrovie e tranvie
La cittadina ha una stazione ferroviaria facente parte della ferrovia Civitanova Marche-Fabriano, servita da treni regionali Trenitalia nell'ambito del contratto di servizio stipulato con la Regione Marche.
Dal 1906 al 1956 fu anche attiva la ferrovia Camerino-Castelraimondo, lunga 11,5 km, che esercitava con elettromotrici tranviarie unendo la stazione FS con il centro storico di Camerino.

## Amministrazione
| Periodo         | Periodo         | Primo cittadino             | Partito              | Carica                  | Note   |
| --------------- | --------------- | --------------------------- | -------------------- | ----------------------- | ------ |
| 1º luglio 1988  | 7 giugno 1993   | Lucio Travaglini            | Democrazia Cristiana | Sindaco                 | [ 11 ] |
| 7 giugno 1993   | 28 aprile 1997  | Mario Cavallaro             | Democrazia Cristiana | Sindaco                 | [ 11 ] |
| 28 aprile 1997  | 14 maggio 2001  | Renzo Marinelli             | Centro-destra        | Sindaco                 | [ 11 ] |
| 14 maggio 2001  | 29 maggio 2006  | Renzo Marinelli             | Centro-destra        | Sindaco                 | [ 11 ] |
| 29 maggio 2006  | 16 maggio 2011  | Luigi Bonifazi              | Centro-destra        | Sindaco                 | [ 11 ] |
| 16 maggio 2011  | 6 giugno 2016   | Renzo Marinelli             | Centro-destra        | Sindaco                 | [ 11 ] |
| 6 giugno 2016   | 31 ottobre 2020 | Renzo Marinelli             | Centro-destra        | Sindaco                 | [ 11 ] |
| 31 ottobre 2020 | 4 ottobre 2021  | Costantino Francesco Senesi |                      | Commissario prefettizio | [ 11 ] |
| 4 ottobre 2021  | in carica       | Patrizio Leonelli           | Centro-destra        | Sindaco                 | [ 11 ] |

## Sport

### Calcio
La squadra di calcio del paese è l'A.S.D. Folgore Castelraimondo che milita nel Campionato Regionale di 1ª categoria e in quello provinciale juniores. Una seconda squadra, è la "ASD Camerino Castelraimondo", nata dalla fusione dei settori giovanili delle due cittadine e che garantisce un ottimo servizio ai giovani calciatori, la stessa, ha anche una prima squadra che milita in 2ª categoria.

#### Calcio a 5
Il Castelraimondo C5 gioca nel campionato di Serie D marchigiano.
Dal 2021, la squadra di calcio a 5 Folgore C5 ha preso parte al campionato CSI Serie Unica. Nella stagione 2022/2023, la squadra ha ottenuto un notevole successo arrivando al primo posto nel proprio girone e guadagnandosi il diritto di partecipare ai playoff. Guardando avanti alla stagione 2023/2024, la Folgore C5 si prepara ad affrontare una nuova sfida nel campionato FIGC Serie D Calcio a 5. 

#### Tennis
Il Tennis Club Castelraimondo nasce nel 1977 e gioca nel circolo sportivo Italo Bellini.

#### Basket
La società di basket locale, Castelraimondo Basket, partecipa a quasi tutti i campionati giovanili, U19, U16 etc.

#### Pallavolo
La squadra locale si chiama A.s.d Castrum Volley 2016 che milita sia in campionati giovanili che di categoria della provincia.